# Nannastacus lima
Nannastacus lima är en kräftdjursart som först beskrevs av Hale 1936.  Nannastacus lima ingår i släktet Nannastacus och familjen Nannastacidae. Inga underarter finns listade i Catalogue of Life.